# Іван Фараго
Іван Фараго (угор. Faragó Iván; 1 квітня 1946, Будапешт — 12 грудня 2022) – угорський шахіст, гросмейстер від 1976 року.

## Шахова кар'єра
У 1980-х роках належав до когорти провідних угорських шахістів. 1980 року виступив у складі національної збірної на шаховій олімпіаді у Валлетті, де угорські шахісти завоювали срібні медалі. Також став срібним медалістом командного чемпіонату світу 1985 року в Люцерні. Крім того, в період з 1977 до 1989 року чотири рази грав за національну збірну на командній першості Європи, завоювавши дві срібні медалі (1977, 1980) та бронзову (1983).
Неодноразово брав участь у фіналі чемпіонату Угорщини (дебютував 1965 року), найбільшого успіху досягнув 1986 року, в якому став чемпіоном країни. Крім того, на його рахунку ще дві срібні медалі, які він завоював 1979 і 1981 роках.
До успіхів Івана Фараго на міжнародних турнірах належать одноосібні перемоги або поділи 1-го місця, зокрема, в таких містах, як: Амстердам (1975, турнір IBM B, разом з Джоном Нанном), Галле (1978, разом з Вольфгангом Ульманном і Райнером Кнааком), Сараєво (1979, турнір" Босна, разом з Бояном Кураїцою і Милорадом Кнежевичем), Лодзь (1979, разом з Юзефом Петкевичем і одноосібно, 1980), Свендборг (1981), Албена (1983), Вейк-ан-Зеє (1987, турнір B, разом з Люком Вінантсом і Ноною Гапріндашвілі), Будапешт (1987, 1993), Сількеборг (1988, разом з Іштваном Чомом), Гіссен (1991, разом із, зокрема, Левом Гутманом), Вінковці (1993), Фельден (1995, разом із, зокрема, В'ячеславом Ейнгорном), Лейнер (1996), Гарлем (1996, разом з Карелом ван дер Вейде), Сальсомаджоре-Терме (1998), Ваттенс (1999, разом з Петером Ачем), Гамбург (2000, разом із, зокрема, Джонні Гектором, Доріаном Рогозенком і Зігурдсом Ланкою), Дайцизау (2002, разом із, зокрема, Левоном Ароняном, Володимиром Єпішиним і Рустемом Даутовим і 2003, разом із, зокрема, Левоном Ароняном, Володимиром Єпішиним, Костянтином Ландою і Лівіу-Дітером Нісіпяну), Ле-Туке-Парі-Плаж (2003, разом із, зокрема, Крумом Георгієвим), Порто-Сан-Джорджо (2006, разом із, зокрема, Володимиром Бурмакіним), Зенден (2006, разом з Владиславом Боровиковим) і Харкань (2006, разом з Золтаном Варгою і Ференцом Беркешом).
Найвищий рейтинг Ело в кар'єрі мав станом на 1 липня 1993 року, досягнувши 2540 очок, займав тоді 11-те місце серед угорських шахістів.

## Зміни рейтингу
| На цьому місці має відображатися графік чи діаграма, однак з технічних причин його відображення наразі вимкнено. Будь ласка, не видаляйте код, який викликає це повідомлення. Розробники вже працюють для того, щоби відновити штатне функціонування цього графіка або діаграми. | |
| | На цьому місці має відображатися графік чи діаграма, однак з технічних причин його відображення наразі вимкнено. Будь ласка, не видаляйте код, який викликає це повідомлення. Розробники вже працюють для того, щоби відновити штатне функціонування цього графіка або діаграми. |